# 藤田富雄
藤田 富雄（ふじた とみお、1923年11月10日 - 2010年2月2日）は、日本の宗教学者、宗教哲学者。立教大学名誉教授。

## 経歴
1923年、山口県光市生まれ。1949年に東京大学文学部宗教学科を卒業し、1954年に東京大学大学院を修了した。立教高校で教諭を務め、1957年に『現代の意識 ヘーゲルを超えるもの』を村山書店から出版した。翌1958年、この作品によって日本宗教学会の姉崎記念賞を受賞した。
1959年から立教大学講師、1961年から助教授、1968年から教授を務めた。1976年から1986年まで立教大学ラテン・アメリカ研究所長を務めた。その後、神奈川大学教授を務めた。日本宗教学会、日本ラテンアメリカ学会、比較思想学会に所属した。2010年2月2日に肺炎で死去した。享年86歳。

## 著書
- 『現代の意識 ヘーゲルを超えるもの』村山書店、1957年
- 『宗教哲学』大明堂、1966年。(1985年版 ISBN 4470200018)
- 『哲学へのいざない』大明堂、1978年。(1985年版 ISBN 4470220000)
- 『ラテン・アメリカの宗教 』大明堂、1982年。ISBN 4470200190。